# Carpatair
Carpatair S.A. (mã IATA = V3, mã ICAO = KRP) là hãng hàng không của România, trụ sở ở Timişoara. Hãng có các tuyến đường chở khách tới 31 điểm đến ở châu Âu và hợp tác chặt chẽ với hãng Moldavian Airlines. Căn cứ chính của hãng ở Sân bay quốc tế Traian Vuia, (Timişoara)..

## Lịch sử
Carpatair được thành lập năm 1999 và bắt đầu hoạt động từ tháng 2/1999 ở Cluj-Napoca, dưới tên Veg Air. Hãng bắt đầu bằng 1 máy bay Yakovlev Yak-40 thuê của Moldavian Airlines. Tháng 12/1999 khi các nhà đầu tư Thụy Sĩ mua 49% cổ phần thì hãng đổi tên thành Carpatair. Hãng do các nhà đầu tư Romania nắm 51% và các nhà đầu tư Thụy Sĩ cùng Thụy Điển 49%. Hãng hiện có 450 nhân viên (tháng 3/2007). Chủ tịch kiêm giám đốc điều hành của hãng hiện nay là Nicolae Petrov. Hiện nay Carpatair là hãng hàng không lớn thứ nhì Romania.

## Các nơi đến
(Tháng 4/2008) (1)
- Áo
  - Viên (bắt đầu từ 15.9.2008)
- Đức
  - Düsseldorf
  - Frankfurt
  - München
  - Stuttgart
- Hy Lạp
  - Athens
  - Thessaloniki
- Hungary
  - Budapest
- Ý
  - Ancona
  - Bari
  - Bergamo
  - Bologna
  - Florence
  - Napoli
  - Roma
  - Torino
  - Venice
  - Verona
- Moldova
  - Chişinău
- România
  - Bacău
  - Bucharest
  - Cluj-Napoca
  - Constanţa
  - Craiova
  - Iaşi
  - Oradea
  - Sibiu
  - Suceava
  - Timişoara
- Ukraina
  - Kiev
  - Lviv
  - Odessa

## Đội máy bay
(Ngày 17.7.2008)  Lưu trữ ngày 13 tháng 5 năm 2007 tại Wayback Machine:
Tới 3.6.2008, tuổi trung bình các máy bay của Carpatair là 12.7 năm().